# Det Fynske Musikkonservatorium
Det Fynske Musikkonservatorium, grundat 1929 av violinisten Martin Andersen, är beläget i Odense och är ett av de sex danska musikkonservatorierna. Konservatoriet har varit statligt sedan 1972.
Konservatoriet erbjuder utbildning inom jazz och afroamerikansk musiktradition och klassisk musik samt - som det enda av de danska konservatorierna - en folkmusiklinje. Konservatoriet har det internationella namnet Carl Nielsen Academy of Music Odense uppkallat efter den i Odense födda kända danska tonsättaren.